# Maja Barełkowska
Maja Barełkowska, właśc. Marzena Barełkowska-Cyrwus, wyst. też jako Maja Barełkowska-Cyrwus (ur. 6 lipca 1962 w Poznaniu) – polska aktorka teatralna, filmowa i telewizyjna.

## Życiorys
Jest absolwentką Wydziału Aktorskiego PWST w Krakowie (1985) i europeistyki na Uniwersytecie Jagiellońskim.
Pracę aktorki teatralnej zaczęła w 1989, w warszawskim Teatrze Polskim. W tym samym roku za rolę Maszy w spektaklu Trzy siostry otrzymała nagrodę za najlepszą rolę kobiecą przyznana przez Międzynarodowe Forum Młodej Krytyki na Przeglądzie Szkół Teatralnych w Łodzi.
W 1986 przeniosła się do Łodzi, gdzie do 1989 występowała w Teatrze im. Stefana Jaracza. Następnie w latach 1989–1992 grała w krakowskim Teatrze STU, po czym do 1997 była bez stałego etatu. Od 1997 do 2015 była aktorką Teatru Ludowego w Krakowie. W latach 2015–2018 aktorka Teatru Polskiego w Warszawie.
Na ekranie zadebiutowała w 1988 u boku doświadczonej już aktorki Anny Polony w siódmej części Dekalogu – cyklu filmowego Krzysztofa Kieślowskiego. Zagrała w nim skomplikowaną psychologicznie rolę studentki Majki, matki kilkuletniej dziewczynki, o którą postanawia zawalczyć (dziecko zostało bowiem adoptowane przez babcię, a własną matkę uważa za siostrę).
Wystąpiła także w kilku innych filmach oraz w popularnych serialach telewizyjnych.

## Życie prywatne
Jest żoną aktora Piotra Cyrwusa, z którym poznała się na studiach i jeszcze podczas nich wzięli ślub. Mają troje dzieci – Annę Marię, Mateusza i Łukasza.

## Filmografia
- 1988: Dekalog VII jako Majka
- 1988: Łabędzi śpiew
- 1989: Porno jako Ulka, koleżanka Agi
- 1994: Śmierć jak kromka chleba jako Pielęgniarka w przychodni zakładowej
- 1997: Sława i chwała jako Ukraińska chłopka poklepywana przez Golicza
- 2000: Klan jako Basia, siostra Bogny
- 2000: Miasteczko jako Koleżanka Tomka w banku
- 2001: Boże skrawki jako Matka żydowskiego chłopca
- 2004–2005: Na Wspólnej jako wychowawczyni Elżbieta Rzeźniczak
- 2004: Karol. Człowiek, który został papieżem jako zakonnica w siedzibie arcybiskupa krakowskiego, także dubbing
- 2005: Szanse finanse jako Dyrektorka domu dziecka
- 2005: Tak miało być jako Feliksiakowa, matka Sylwka
- 2005: Zakochany anioł
- 2006: Kto nigdy nie żył… jako pani Leszczyńska, gość matki Jana
- 2009: Na dobre i na złe jako Teresa Kubicz, żona Waldemara (odc. 394)
- 2009–2010: Majka jako Halina Piotrowska, matka Aleksandry Duszyńskiej
- 2010: Ojciec Mateusz jako Katarzyna, matka Marcina (odc. 55)
- 2012: Prawo Agaty jako komornik Karnowska (odc. 7)
- 2012: Czas honoru jako Berta Kurchner, żona Ottona (odc. 57–59)
- 2014: Ojciec Mateusz jako Halina Michalska, żona Karola (odc. 150)
- 2014: Obywatel jako nauczycielka
- 2014: Barwy szczęścia jako Wiktoria Wierzbicka, matka Dawida (odc. 1074, 1075)
- 2015: Obce niebo jako babcia Uli
- 2015: Demon jako ciotka
- 2016: Pitbull. Niebezpieczne kobiety jako żona „Okeja”
- 2017: Na Wspólnej jako Iwona Ostrowska-Sobieraj
- 2017: Dziewczyny ze Lwowa jako matka Denisa (odc. 16, 17)
- 2018: Studniówk@ jako matka Agnieszki i Ady
- 2019: Echo serca jako Konstancja Wilczak (odc. 23)
- 2019: Dna jako zakonnica (odc. 3, 5)
- 2019: Pod powierzchnią jako dyrektorka kuratorium (odc. 9)
- 2019: Legiony jako hrabina
- od 2019: Zakochani po uszy jako matka Marcina
- 2020: Archiwista jako matka Klary (odc. 1)
- 2020: Żywioły Saszy jako Zofia Witecka, prezydent Łodzi (odc. 2)
- 2021: Jonasz z maturalnej jako Danka
- od 2021: "Stulecie Winnych" jako Beata Gudowska, matka Agnieszki (seria 3 i 4)
- 2022: Parada serc jako starsza pani
- 2023: Opiekun jako matka Dominiki

## Teatr

### Spektakle teatralne
- 1984 – Terapia grupowa... (reż. Jerzy Jarocki, PWST)
- Trzy siostry jako Masza
- 1986 – Zaczarowana królewna (reż. Kazimierz Dejmek)
- 1986 – Prawdziwe dzieje A-Ku jako Mniszka (reż. Jerzy Hutek)
- 1987 – Wesele jako Panna Młoda (reż. Bogdan Hussakowski)
- 1987 – Bunt komputerów jako Ewa (reż. Wojciech Kępczyński)
- 1988 – Niebezpieczne związki jako Madame de Tourvel (reż. B. Hussakowski)
- 1988 – Choinka u Iwanowów jako Służąca; Lew (reż. Waldemar Zawodziński)
- 1989 – Gwiazdy na porannym niebie jako Maria (reż. W. Masiuk)
- 1991 – Markietanki (według Opery za trzy grosze) jako Molly (reż. Krzysztof Jasiński)
- 1991 – Słońce zachodzi jako Św.Michał; Papuga; Makabra (reż. Jules van Houtte)
- 1994 – Wariat i zakonnica jako zakonnica (reż. Wanda Laskowska)
- 1994 – Gra snu jako Matka (reż. Marek Kalita)
- 1995 – Czego nie widać jako Vicki – Brooke Ashton (reż. W. Laskowska)
- 1998 – Wesołe kumoszki z Windsoru jako pani Ford (reż. Jerzy Stuhr)
- 1998 – Dziady, cz. III. Cela Konrada
- 1999 – Pterodaktyle jako Grace (reż. P. Chołodziński)
- 1999 – Zagraj to jeszcze raz, Sam jako Dziewczyna z muzeum (reż. Tomasz Obara)
- 2000 – Krawiec jako Nana (reż. Piotr Chołodziński)
- 2001 – Krąg personalny 3:1 jako Anna (reż. P. Chołodziński)
- 2003 – Życie: trzy wersje (reż. Włodzimierz Nurkowski)
- 2003 – Betlejem – misterium na Boże Narodzenie jako żona Bartka / Matka (reż. W. Nurkowski)
- Tango jako Eleonora (reż. P. Cyrwus)
- 2004 – Kobieta mężna Joanna Beretta Molla (reż. P. Cyrwus)
- 2004 – Królowa Śniegu (reż. W. Nurkowski)
- 2004 – Zemsta jako Podstolina (reż. K. Jasiński)
- 2005 – Apokalipsa homara jako Paige (reż. W. Nurkowski)
- 2005 – Ryszard III jako Królowa Elżbieta (reż. J. Stuhr)
- 2006 – Bajzel jako Magda (reż. Piotr Jędrzejas)
- 2007 – Walentynki jako Walentyna (reż. P. Szumiec)
- 2007 – Biesy jako Barbara Pietrowna Stawrogin (reż. K. Jasiński)
- 2007 – Opowieści o zwyczajnym szaleństwie jako Matka (reż. Andrzej Celiński)
- 2009 – Duety (reż. Włodzimierz Nurkowski)

#### Teatr Telewizji
- 1989 – Anatol jako Gabriela (reż. B. Hussakowski)
- 1991 – Śmierć jako Gina (reż. Waldemar Śmigasiewicz)
- 1994 – Ziarno zroszone krwią (reż. Kazimierz Kutz)
- 1999 – Rudy jako Matka Rudego (reż. Mikołaj Haremski)